# Galium olivetorum
Galium olivetorum är en måreväxtart som beskrevs av Le Houér. Galium olivetorum ingår i släktet måror, och familjen måreväxter.
Artens utbredningsområde är Tunisien. Inga underarter finns listade i Catalogue of Life.